# Erma Sulistianingsih

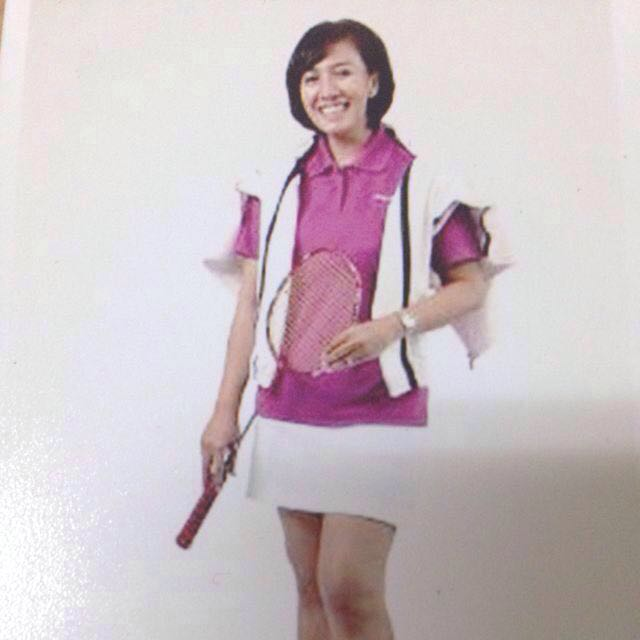
Erma Sulistianingsih

Erma Sulistianingsih (* 5. November 1965) ist eine ehemalige indonesische Badmintonspielerin.

## Karriere
Als ersten Erfolg verzeichnet Erma Sulistianingsih den Sieg bei den Indonesia Open 1988 im Mixed mit Eddy Hartono. In der gleichen Saison gewann sie das Damendoppel bei den German Open mit Rosiana Tendean. Beide gewannen gemeinsam 1989 die Südostasienspiele.
Sulistianingsih gewann neben der Goldmedaille im Doppel dort auch die Silbermedaille im Einzel. Bei ihrer einzigen Olympiateilnahme 1992 wurde sie 17.

## Erfolge
| Saison    | Veranstaltung              | Disziplin   | Platz | Name                                   |
| --------- | -------------------------- | ----------- | ----- | -------------------------------------- |
| 1988      | Indonesia Open             | Mixed       | 1     | Eddy Hartono / Erma Sulistianingsih    |
| 1988/1989 | German Open                | Damendoppel | 1     | Erma Sulistianingsih / Rosiana Tendean |
| 1989      | Südostasienspiele          | Dameneinzel | 2     | Erma Sulistianingsih                   |
| 1989      | Südostasienspiele          | Damendoppel | 1     | Rosiana Tendean / Erma Sulistianingsih |
| 1989      | World Badminton Grand Prix | Damendoppel | 1     | Rosiana Tendean / Erma Sulistianingsih |
| 1989      | Indonesia Open             | Damendoppel | 1     | Rosiana Tendean / Erma Sulistianingsih |
| 1990      | World Badminton Grand Prix | Damendoppel | 1     | Rosiana Tendean / Erma Sulistianingsih |
| 1990      | All England                | Damendoppel | 3     | Erma Sulistianingsih / Rosiana Tendean |
| 1991      | World Badminton Grand Prix | Damendoppel | 2     | Rosiana Tendean / Erma Sulistianingsih |
| 1992      | Hong Kong Open             | Damendoppel | 2     | Rosiana Tendean / Erma Sulistianingsih |
| 1992      | Indonesia Open             | Damendoppel | 1     | Rosiana Tendean / Erma Sulistianingsih |